# Karnam Malleswari
Karnam Malleswari (ur. 1 czerwca 1975 w Voosavanipeta) – indyjska sztangistka, srebrna medalistka igrzysk olimpijskich i brązowa medalistka mistrzostw świata.

## Kariera
Pierwszy medal w karierze zdobyła na mistrzostwach świata w Melbourne w 1993 roku, gdzie zajęła trzecie miejsce w wadze lekkociężkiej. Na rozgrywanych rok później mistrzostwach świata w Stambule zwyciężyła w tej samej kategorii wagowej. Wynik ten powtórzyła podczas mistrzostw świata w Kantonie w 1995 roku. Ostatni medal w zawodach tego cyklu zdobyła w 1996 roku, zajmując trzecie miejsce na mistrzostwach świata w Warszawie w 1996 roku. Ponadto podczas igrzysk olimpijskich w Sydney w 2000 roku wywalczyła brązowy medal. W zawodach tych wyprzedziły ją jedynie Chinka Lin Weining i Węgierka Erzsébet Márkus. Był to pierwszy w historii medal olimpijski w podnoszeniu ciężarów kobiet wywalczony przez reprezentantkę Indii. Brała też udział w igrzyskach olimpijskich w Atenach w 2004 roku, jednak nie ukończyła rywalizacji w wadze średniej.
W roku 1994 została laureatem nagrody Arjuna Award.